# Lanthane
Pour l’article homonyme, voir La.
Le lanthane est un élément chimique, de symbole La et de numéro atomique 57.
Le lanthane a donné son nom à la famille des lanthanides qui font partie des terres rares.
Son nom dérive du verbe grec ancien λανϑάνειν / lanthánein, « être caché, demeurer caché » : le lanthane est resté longtemps caché dans l'oxyde de cérium[Lequel ?].
À température ambiante le corps simple est un métal gris argent, malléable, ductile, assez mou pour être coupé au couteau. Il s'oxyde à l'air et dans l'eau.

## Historique

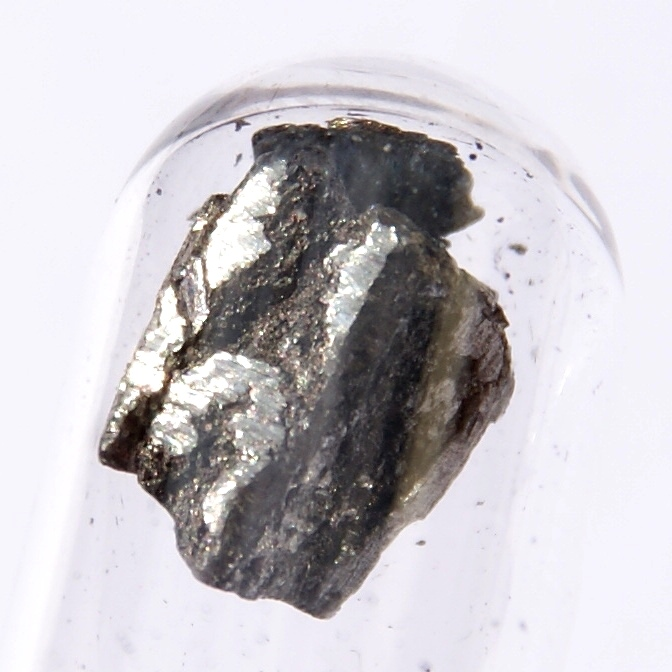
Echantillon de lanthane.

Le lanthane a été découvert dans la « terre » d'oxyde obtenue par Johan Gadolin et Anders Gustaf Ekeberg à partir de la gadolinite et de l'euxénite. Le lanthane sous forme d'oxyde a été isolé en 1839 par Carl Gustaf Mosander.
En 1923, on a préparé pour la première fois du lanthane métallique raisonnablement pur.
On extrait le lanthane de la monazite ((Ce, La, Th, Nd,Y)PO4) et de la bastnäsite ((Ce, La, Th, Nd,Y)(CO3)F). Sa séparation d'avec les autres terres rares est délicate.

## Caractéristiques

### Propriétés physiques
Le lanthane est le premier élément et le prototype de la série des lanthanides. Dans le tableau périodique, il apparaît à droite du baryum, un métal alcalino-terreux, et à gauche, du lanthanide cérium. Le lanthane est généralement considéré comme le premier des éléments du bloc f par les auteurs écrivant sur le sujet,,,,. Les 57 électrons d’un atome de lanthane sont disposés dans la configuration [Xe]5d16s2, avec trois électrons de valence à l'extérieur du coeur de gaz noble. Dans les réactions chimiques, le lanthane abandonne presque toujours ces trois électrons de valence des sous-couches 5d et 6s pour prendre l’état d'oxydation +3, obtenant la configuration stable du xénon, le gaz noble précédent. Certains composés du lanthane(II) sont également connus, mais ils sont généralement beaucoup moins stables,. Le monoxyde de lanthane (LaO) produit de fortes bandes d’absorption dans certains spectres stellaires.
Parmi les lanthanides, le lanthane est exceptionnel car il n’a pas d’électrons 4f en tant qu’atome unique en phase gazeuse. Il n’est donc que très faiblement paramagnétique, contrairement aux lanthanides tardifs fortement paramagnétiques (à l’exception des deux derniers, l’ytterbium et le lutécium, où la sous-couche 4f est complètement pleine). Cependant, la sous-couche 4f du lanthane peut devenir partiellement occupée dans des environnements chimiques et participer à la liaison chimique,. Par exemple, les points de fusion des lanthanides trivalents (tous sauf l’europium et l’ytterbium) sont liés à l’étendue de l’hybridation des électrons 6s, 5d et 4f (diminuant avec l’implication croissante de 4f), et le lanthane a le deuxième point de fusion le plus bas d’entre eux : 920 °C (l’europium et l’ytterbium ont des points de fusion plus bas parce qu’ils délocalisent environ deux électrons par atome au lieu de trois). Cette disponibilité chimique des orbitales f justifie le placement du lanthane dans le bloc f malgré sa configuration anormale de l’état fondamental, (qui est simplement le résultat d’une forte répulsion interélectronique rendant moins rentable l’occupation de la sous-couche 4f, car elle est petite et proche des électrons du noyau).
Les lanthanides deviennent plus durs au fur et à mesure que la série est traversée : comme prévu, le lanthane est un métal mou. Le lanthane a une résistivité relativement élevée de 615 nΩm à température ambiante ; en comparaison, la résistivité d’un bon conducteur comme l'aluminium n’est que de 26,50 nΩm,. Le lanthane est le moins volatil des lanthanides. Comme la plupart des lanthanides, le lanthane a une structure cristalline hexagonale à température ambiante (α-La). À 310 °C, le lanthane se transforme en une structure cubique centrée (β-La), et à 865 °C, il se transforme en une structure cubique à faces centrées (γ-La).

### Propriétés chimiques
Comme prévu d’après les tendances périodiques, le lanthane a le plus grand rayon atomique des lanthanides. Par conséquent, il est le plus réactif d’entre eux, se ternissant assez rapidement à l’air, devenant complètement noir après plusieurs heures et peut facilement brûler pour former de l’oxyde de lanthane(III), La2O3, qui est presque aussi basique que l’oxyde de calcium. Un échantillon de lanthane d’un centimètre cube se corrodera complètement en un an car son oxyde se détache comme de la rouille de fer, au lieu de former une couche d’oxyde protectrice comme l’aluminium, le scandium, l’yttrium et le lutécium. Le lanthane réagit avec les halogènes à température ambiante pour former les trihalogénures et, lors du chauffage, forme des composés binaires avec les non-métaux azote, carbone, soufre, phosphore, bore, sélénium, silicium et arsenic,. Le lanthane réagit lentement avec l’eau pour former de l’hydroxyde de lanthane(III), La(OH)3. Dans l’acide sulfurique dilué, le lanthane forme facilement l’ion tripositif hydraté [La(H2O)9]3+ : celui-ci est incolore en solution aqueuse car La3+ n’a pas d’électrons d ou f. Le lanthane est la base la plus forte et la plus dure parmi les éléments de terres rares, ce qui est encore une fois attendu car il est le plus grand d’entre eux.
Certains composés du lanthane(II) sont également connus, mais ils sont beaucoup moins stables. Par conséquent, lors de la dénomination officielle des composés du lanthane, son nombre d’oxydation doit toujours être mentionné.

### Isotopes
Le lanthane naturel est constitué de l'isotope stable 139La et de l'isotope radioactif primordial 138La. 139La est de loin le plus abondant, représentant 99,910 % du lanthane naturel : il est produit dans le processus s (capture lente des neutrons, qui se produit dans les étoiles de masse faible à moyenne) et le processus r (capture rapide des neutrons, qui se produit dans les supernovae à effondrement de cœur). C’est le seul isotope stable du lanthane.

## Composés
L’oxyde de lanthane est un solide blanc qui peut être préparé par réaction directe de ses éléments constitutifs. En raison de la grande taille de l'ion La3+, La2O3 adopte une structure hexagonale de coordinence 7 qui se transforme en la structure de coordinence 6 de l’oxyde de scandium (Sc2O3) et l’oxyde d'yttrium (Y2O3) à haute température. Lorsqu’il réagit avec l’eau, de l’hydroxyde de lanthane se forme : beaucoup de chaleur est dégagée dans la réaction et un sifflement est entendu. L’hydroxyde de lanthane réagira avec le dioxyde de carbone atmosphérique pour former le carbonate basique.
Le fluorure de lanthane est insoluble dans l’eau et peut être utilisé comme test qualitatif pour détecter la présence de La3+. Les halogénures plus lourds sont tous des composés déliquescents très solubles. Les halogénures anhydres sont produits par réaction directe de leurs éléments, car le chauffage des hydrates provoque l’hydrolyse : par exemple, le chauffage des hydrates de LaCl3 produit l'oxychlorure LaOCl.
Le lanthane réagit exothermiquement avec l’hydrogène pour produire le dihydrure LaH2, un composé conducteur, noir, pyrophorique, cassant, avec la structure du fluorure de calcium. Il s’agit d’un composé non stœchiométrique, et une absorption ultérieure de l’hydrogène est possible, avec une perte concomitante de conductivité électrique, jusqu’à ce que le composé plus salin LaH3 soit atteint. Comme LaI2 et LaI, LaH2 est probablement un composé électrure.
En raison du grand rayon ionique et de la grande électropositivité de La3+, il n’y a pas beaucoup de contribution covalente à sa liaison et il a donc une chimie de coordination limitée, comme l’yttrium et les autres lanthanides. L’oxalate de lanthane ne se dissout pas beaucoup dans les solutions d’oxalate de métaux alcalins, et [La(acac)3(H2O)2] se décompose autour de 500 °C. L’oxygène est l’atome donneur le plus courant dans les complexes de lanthane, qui sont principalement ioniques et ont souvent des nombres de coordination élevés, typiquement de 6 à 8, formant des structures antiprismes carrées et dodécadeltaédriques. Ces espèces à haute coordination, atteignant jusqu’au nombre de coordination 12 avec l’utilisation de ligands chélatants tels que dans La2(SO4)3·9(H2O), ont souvent un faible degré de symétrie en raison de facteurs stéréochimiques.
La chimie du lanthane a tendance à ne pas impliquer de liaison π en raison de la configuration électronique de l’élément : sa chimie organométallique est donc assez limitée. Les composés organolanthanes les mieux caractérisés sont le complexe de cyclopentadiényle La(C5H5)3, qui est produit par la réaction de LaCl3 anhydre avec NaC5H5 dans le tétrahydrofurane et ses dérivés méthyl-substitués.

## Utilisations
- Pierre à briquet : fabriquées à partir de mischmétal, un mélange de terres rares, contenant environ 55 % de cérium, 20 % de lanthane, 15 % de néodyme, 5 % de praséodyme, 1 % de samarium et d'yttrium
- Stockage de l'hydrogène : l'alliage LaNi5 sous forme de mousse, en absorbe 400 fois son propre volume.
- Catalyseur pour moteur à essence : le LaPbMnO3 appliqué sur l'oxyde de lanthane est un bon catalyseur, plus économique que le platine et le palladium actuellement utilisés.
- Verre optique : l'ajout de composés du lanthane, oxyde La2O3 ou carbonate La2(CO3)3, augmente l'indice de réfraction et diminue l'aberration chromatique .
- Autres utilisations. Comme d'autres terres rares, il est utilisé pour des alliages magnétiques, dans des composés supraconducteurs, comme composant des phosphores des tubes cathodiques, comme « dopant » dans les cristaux pour lasers à l'état solide, comme composé fluorescent (phosphate de lanthane LaPO4) étudié pour les marquages antifraude.
- Allié au tungstène, on l'utilise sous forme de baguettes cylindriques comme électrode émissive pour les torches de soudage TiG ou les torches de soudage plasma. L'alliage tungstène - oxyde de lanthane permet d'accroître l'intensité admissible, de faciliter l'amorçage de l'arc et de limiter au maximum la dégradation de l'électrode lors du soudage.
- Le carbonate de lanthane La2(CO3)3 ingéré sous forme de comprimés croquables est utilisé comme chélateur de phosphates afin de contrôler l'hyperphosphatémie chez les patients hémodialysés pour prévenir l'ostéodystrophie rénale (source : monographie Fosrenol, Shire).
- Cathode chaude : l'hexaborure de lanthane est utilisé dans certaines cathodes chaudes.

## Précautions
Ne pas respirer les poussières et vapeurs.